# ベニフウチョウ
ベニフウチョウ (Paradisaea rubra)は、スズメ目フウチョウ科の鳥類。

## 分布
インドネシア （固有種）